# Dunningen
Dunningen es un municipio alemán perteneciente al distrito de Rottweil, en el estado federado de Baden-Wurtemberg. Está constituido por los barrios de Lackendorf y Seedorf. En total, tiene unos 6025 habitantes y el territorio municipal comprende 4844 ha. Se encuentra a una altitud de 666 m s. n. m. Está ubicado en el este de la Selva Negra Central en la región de Selva Negra-Baar-Heuberg.

## Puntos de interés
- Museo en el ayuntamiento[3]